# Teorema de Earnshaw
O teorema de Earnshaw afirma que um conjunto de cargas pontuais não pode se manter em um estado de equilíbrio mecânico estacionário exclusivamente pela interação eletrostática das cargas. Este teorema foi provado, pela primeira vez, em 1842, pelo matemático britânico Samuel Earnshaw (1805-1888).
Geralmente, o teorema de Earnshaw se refere a campos magnéticos, mas originalmente foi aplicada aos campos eletrostáticos. Aplica-se às forças da lei do inverso do quadrado (elétrica e gravitacional) e também às forças do campo magnético de materiais magnéticos e paramagnéticos ou qualquer combinação de ambos (exceto os materiais diamagnéticos).

## Aplicação do teorema de Earnshaw
Informalmente, o caso de uma carga pontual em um campo elétrico estático arbitrário é uma simples consequência da lei de Gauss. Para uma partícula que está em equilíbrio estável, pequenas perturbações na partícula em qualquer direção não irão romper o equilíbrio, e a partícula deve "cair" para a sua posição anterior. Isto significa que as linhas de campo de força em torno da posição de equilíbrio da partícula devem todas apontar para dentro, para a posição de equilíbrio.
Se todas as linhas de campo apontam para o ponto de equilíbrio, então a divergência do campo deve ser negativa (ou seja, atuando como um ponto de pia). No entanto, a lei de Gauss diz que a divergência de um campo de qualquer força elétrica possível é zero no espaço livre.
Não há mínimo ou máximo local do potencial do campo no espaço livre, apenas pontos de sela. Um equilíbrio estável da partícula não pode existir e deve haver uma instabilidade em ao menos uma direção.